# Mystery Road (film)
Mystery Road is een Australische misdaadfilm uit 2013 met neo-westerse elementen en setting, geschreven en geregisseerd door Ivan Sen. 

## Verhaal
De Aboriginal rechercheur Jay Swan wordt uitgezonden om de moord op een jong meisje te onderzoeken in het kleine stadje in het midden van Queensland, waar hij opgroeide. Hij stuit op zowel het wantrouwen van de lokale politie, Johnno en Robbo, als dat van de inheemse gemeenschap, waaronder Crystal zijn tienerdochter.

## Rolverdeling
| Acteur                | Personage            |
| --------------------- | -------------------- |
| Aaron Pedersen        | rechercheur Jay Swan |
| Hugo Weaving          | Johnno               |
| Ryan Kwanten          | Pete Bailey          |
| Tony Barry            | sergeant             |
| Damian Walshe-Howling | Wayne Silverman      |
| Tasma Walton          | Mary Swan            |
| Tricia Whitton        | Crystal Swan         |
| Robert Mammone        | Constable Roberts    |
| Bruce Spence          | Jim                  |
| David Field           | Sam Bailey           |
| Jack Thompson         | Charlie Murray       |
| Samara Weaving        | Peggy Rogers         |
| Roy Billing           | Robbo                |
| Zoe Carides           | Shirley              |
| Jack Charles          | Old Boy              |

## Release
Mystery Road ging in première op 5 juni 2013 op het Sydney Film Festival. De film werd ook vertoond in de sectie speciale presentatie op 7 september 2013 op het Internationaal filmfestival van Toronto.

## Ontvangst
De film werd positief ontvangen door filmcritici. Op Rotten Tomatoes heeft Mystery Road een waarde van 92% en een gemiddelde score van 7,3/10, gebaseerd op 36 recensies. Op Metacritic heeft de film een gemiddelde score van 72/100, gebaseerd op 4 recensies.

## Vervolg en spin-off televisieserie
Ivan Sen schreef en regisseerde een vervolg op Mystery Road, getiteld Goldstone. Pedersen herneemt zijn rol en David Wenham, Alex Russell, David Gulpilil en Jacki Weaver in de cast. Een spin-off televisieserie, ook getiteld Mystery Road verscheen op ABC in 2018, met een tweede seizoen in 2020.